# Roszada serc
Roszada serc lub Dwa serca (ang. Two of Hearts) – kanadyjsko-amerykańska telewizyjna komedia romantyczna z 1999 roku w reżyserii Harveya Frosta. Wyprodukowana została przez Fox Family Channel, Shavick Entertainment i TVA International.
Premiera filmu miała miejsce 14 lutego 1999 roku w Stanach Zjednoczonych.

## Fabuła
Molly Saunders (Gail O’Grady) jest rozwódką. Jej mąż, Bruce (Corbin Bernsen), zostawił ją dla innej kobiety. Molly nie umie się pogodzić z odejściem męża. Pewnego dnia dostaje zaproszenie na ślub swego byłego z niejaką Joan (Marla Maples). Postanawia pójść ze względu na córkę. Tam poznaje Jake'a (Rob Stewart), który okazuje się byłym mężem Joan. Pomiędzy dwojgiem życiowych rozbitków nawiązuje się nić sympatii.

## Obsada
- Gail O’Grady jako Molly Saunders
- Rob Stewart jako Jake Michaelson
- Corbin Bernsen jako Bruce Saunders
- Myles Ferguson jako Sam Michaelson
- Marla Maples jako Joan Michaelson
- Jane McGregor jako Sarah Saunders
- Alan Thicke jako Hank Powers
- Teryl Rothery jako Madeline
- Norma MacMillan jako babcia Sara
- Anthony Ulc jako Tony
- French Tickner jako Geraldo Sanchez
- Alvin Sanders jako Jerry Martin
- Ted Friend jako Charley Winners

i inni